# Stictoptera dispar
Stictoptera dispar là một loài bướm đêm trong họ Noctuidae.